# Caso Cambiaso-Pereyra Rossi
Se conoce como Caso Cambiaso y Pereyra Rossi el secuestro el 14 de mayo de 1983 y posterior asesinato de los militantes justicialistas Osvaldo Agustín Cambiaso y Eduardo Daniel Pereyra Rossi.

## Las víctimas
Pereyra Rossi tenía 33 años cuando fue asesinado. A principios de la década del 70 fue detenido por la policía por tener armas y documentos falsos. En 1973 recuperó su libertad gracias a la Ley de Amnistía del presidente Héctor José Cámpora. Los diarios del período dicen que Eduardo había participado en el ataque a un patrullero policial en la zona de la Catedral de San Isidro el 26 de octubre de 1975, donde fueron muertos cinco miembros de la policía bonaerense. Fue jefe de prensa de la organización Montoneros entre 1975 y 1976 y a fines de 1976 pasó a ser jefe en la zona sur de la provincia de Buenos Aires.
Había partido en 1977 hacia el exilio en México, siendo jefe de difusión de  Montoneros en México y participó en la contraofensiva de montoneros en 1979 en Buenos Aires. 
Osvaldo Agustín Cambiaso cayó en prisión por primera vez durante la dictadura de Alejandro Agustín Lanusse. En un documento enviado a Washington en mayo de 1983, la embajada de los Estados Unidos describe a Cambiaso como un "militante peronista de izquierda". Al momento de ser secuestrado tenía 42 años, era soltero y trabajaba en la fundación de la sede rosarina de la Agrupación Peronista para la Liberación, que formaba parte de la corriente Intransigencia y Movilización Peronista orientada por Vicente Leónidas Saadi. Era ingeniero químico. Estaba bajo libertad condicional cuando fue secuestrado.

## El hecho
Cambiaso y Pereyra conversaban en el bar Magnum, ubicado en la esquina de Córdoba y Ovidio Lagos, en Rosario cuando fueron secuestrados por un grupo parapolicial; tres días después sus cuerpos aparecieron baleados en la localidad bonaerense de Zárate. El 17 de mayo el ministerio de Interior de la Nación y la Jefatura de Policía de la Provincia de Buenos Aires informaron que habían sido “abatidos en un enfrentamiento” con efectivos del Comando Radioeléctrico de la Unidad Regional de Tigre. Los policías involucrados eran los suboficiales Rodolfo Diéguez, Juan Amadeo Spataro y el oficial principal Luis Abelardo Patti.
Los peritajes demostraron que ambos fueron golpeados y torturados antes de morir. Había hematomas, rastros del empleo de picana eléctrica y muestras de pólvora sobre el antebrazo izquierdo de Pereyra Rossi originadas por un disparo a quemarropa. Un año después, un testigo reveló ante la Justicia que el jefe de la Unidad Regional de Tigre, Florencio Alcántara le confió “detalles precisos de su actuación para fraguar el supuesto enfrentamiento”. La investigación tomó impulso con lo hecho por el juez penal de San Nicolás, Juan Carlos Marchetti. Fue él quien dictó la prisión preventiva de los policías. Tras una tercera autopsia, el doctor Eduardo Pedace, experto en balística, constató la presencia de granos de pólvora en la piel de la cara de Pereyra Rossi, lo que refutó a Patti en sus dichos sobre la distancia y la posición de tiro. Los disparos fueron hechos desde menos de dos metros, un metro y medio más cerca de lo que había jurado Luis Patti.

## Primeras consecuencias jurídicas
El sangriento episodio conmovió a la opinión pública. El brigadier general Augusto Hughes reclamó un cónclave urgente con el teniente general Cristino Nicolaides y el almirante Rubén Franco. La conmoción que provocaron esas muertes habilitó rumores de un autogolpe. El caso Cambiaso y Pereyra Rossi se sumó a una treintena de hechos intimidatorios que se habían registrado en los primeros meses de 1983, en perjuicio de militantes populares, magistrados, y hasta exfuncionarios del propio gobierno militar que se atrevieron a formular algunas críticas, tal como lo consignó en su momento el diario montonero "La Voz". Dirigentes de distintas tendencias políticas, reunidos en una conferencia de prensa, hicieron responsable “a un sector del Ejército” y agregaron que el gobierno “se transforma en cómplice de este asesinato al pretender que los militantes peronistas murieron en un enfrentamiento”. Poco después, a instancias del Centro de Estudios Legales y Sociales (CELS), abogados de diferentes corrientes políticas conformaron una Comisión Investigadora que se ocupó del caso. Participaron activamente Marcelo Parrili, Augusto Conte y Nilda Garré, entre otros.
El 30 de mayo de 1983, el juez federal Luis Hilario Milessi, que había caratulado la causa como “atentado y resistencia a la autoridad, abuso de armas, doble homicidio en riña y tenencia de arma”, indagó a los tres policías acusados de asesinar a Cambiaso y Pereyra Rossi; ellos ratificaron que “habían abatido” a los militantes en un camino de tierra lateral a la ruta Panamericana. El juez señaló que los tres vestían, en el momento de ser detenidos, uniformes reglamentarios, el armamento policial oficial –escopetas e Itakas- y se desplazaban en un patrullero de la fuerza. Aún quince días después del crimen se desconocían los datos reales de la segunda autopsia realizada por los forenses de la Suprema Corte de Justicia de Buenos Aires.
Gracias al trabajo de investigación de la Comisión Investigadora, el sábado 18 de junio, el juez Marchetti, juez a cargo del juzgado interviniente, dispuso la prisión preventiva de los tres agentes de la Bonaerense y caratuló las actuaciones como “homicidio calificado reiterado”, delito que implica la pena de cadena perpetua. Ordenó además la detención del médico policial José Gobbi, quien trabajaba en la seccional de Lima y tuvo a su cargo la primera autopsia sobre los cadáveres, y del comisario Carlos Pascual Guaragna, quien había ordenado que el examen se realizara en condiciones que fueron definidas como “viciadas”; ambos fueron acusados de falso testimonio y falsificación de documento público.
El dictamen de Marchetti explicó que Pereyra Rossi “recibió un disparo de arma de fuego en la cabeza que provocó la destrucción de todos los huesos del cráneo, de la hemicara derecha en su totalidad y la desaparición de la masa encefálica”, que fue “efectuado desde aproximadamente entre dos y cuatro metros de distancia”. Un segundo disparo perforó su antebrazo izquierdo a una distancia no mayor de 1,5 metros teniendo en cuenta la presencia de pólvora en la región y el tercero penetró en la región flanco izquierda, cuya distancia de tiro fue estimada en dos metros. Por último, el informe se refería a las “lesiones extrabalísticas pre mortem que inexplicablemente no han sido consignadas por el médico de la policía”. Gobbi omitió 16 hematomas en distintas partes del cuerpo de Cambiaso “a saber, en regiones mastoides izquierda, dorso mano derecha, dedo medio derecho y en piel despliegue entre dedo índice y pulgar”.
Para ese entonces, el juez rosarino Jorge Eldo Juárez, que investigaba la denuncia de los secuestros, había remitido ya todas las actuaciones al doctor Marchetti y pedido la unificación de las causas, con lo cual confirmaba de hecho la primera parte de la de denuncia. Juárez fue amenazado de muerte en reiteradas oportunidades, lo mismo que varios militantes de derechos humanos. La decisión de Marchetti se basaba en el informe de los peritos designados por la Suprema Corte de Justicia de Buenos Aires, que había determinado que los policías involucrados dispararon a quemarropa.
El 21 de junio de 1983, la policía de la provincia de Buenos Aires presentó un recurso de habeas corpus en favor de los tres policías procesados por el secuestro y muerte de Cambiaso y Pereyra Rossi. En tanto, el doctor Pedace confirmó que Pereyra Rossi también había sido torturado.
El 4 de noviembre, la Cámara Segunda de Apelaciones de San Nicolás confirmó el sobreseimiento provisorio de los tres policías acusados y ratificó así el pronunciamiento previo del juez Marchetti. El tribunal consignó en su fallo que los testigos fueron, extrañamente, modificando sus dichos originales. En palabras de la Cámara: “Uno no vio lo que parece insólito no viera, otro no oyó lo que era audible para cualquiera; aquel no estaba donde debía estar”. Además, calificó como “de débil contextura” la credibilidad de Patti. Pero igual dictó el sobreseimiento. La decisión fue apelada por los padres de Cambiaso y por el fiscal Leonardo Migliaro. Así se puso fin a los cinco meses que los uniformados habían pasado en prisión.

## El caso se reflota
En marzo de 1998, un diputado provincial santafesino, el justicialista Orlando Barquín, reflotó el tema con un proyecto para que “se agoten y arbitren todos los recursos disponibles para el total esclarecimiento del hecho”. El legislador consideró que el secuestro y asesinato de Cambiaso y Pereyra Rossi constituye “el último caso testigo de una metodología planificada y ejecutada por el terrorismo de Estado. Bajo el eufemismo de un ‘enfrentamiento’, se daba cuenta de los asesinatos cuando en realidad ambas víctimas habían sido secuestradas en Rosario tres días antes de que se encontraran sus cuerpos. La autopsia así lo demostró, reconociendo la existencia de torturas y señalando el día y hora en que se produjeron las muertes: el 14 de mayo de 1983, a las 17 horas”. (Patti y sus secuaces) “fueron procesados y luego sobreseídos por lo cual sostenemos que el caso no ha sido esclarecido  y que deben implementarse todos los mecanismos legales disponibles para hallar a los culpables”.
Entre otras cosas, se trató de establecer las responsabilidades que le caben al entonces intendente rosarino de la dictadura, y actual diputado nacional, Alberto Natale.
Ethel y Gladys Cambiaso presentaron, en junio de 1999, ante el juez español Baltasar Garzón una denuncia contra Bignone y Patti por asociación ilícita, homicidio calificado y secuestro.

## Nueva reactivación de la causa
La investigación judicial del caso Cambiaso-Pereyra Rossi estuvo paralizada por más de dos décadas, a partir del dudoso sobreseimiento de Patti, pero en 2005 fue reactivada por los querellantes y el fiscal federal Juan Murray. La Cámara de Apelaciones de Rosario tiene en sus manos la posibilidad de destrabar el expediente, y aceptó reunirse con los diputados Remo Carlotto y Victoria Donda, y con funcionarios de las secretarías de Derechos Humanos nacional y bonaerense.

## Condena a los culpables
En 2016, el Tribunal Oral Federal 2 de Rosario condenó al excomisario Luis Patti y a los represores Pascual Oscar Guerrieri, Luis Américo Muñoz y Juan Amadeo Spataro por el secuestro y asesinato de los militantes peronistas Osvaldo "El Viejo" Cambiaso y Eduardo "Carlón" Pereyra Rossi ocurrido en 1983. Los fundamentos de la sentencia se conocerán el 1° de julio próximo.